# راتوت
راتوت (به مجاری:  Rátót) یک شهرداری در مجارستان است که در واش واقع شده‌است. راتوت ۷٫۲۷ کیلومتر مربع مساحت و ۲۴۸ نفر جمعیت دارد.